# Karlstein (Regenstauf)
Karlstein ist ein Gemeindeteil des Marktes Regenstauf im Landkreis Regensburg (Oberpfalz, Bayern). Das Dorf Karlstein war bis 1978 Sitz der gleichnamigen Gemeinde.

## Geschichte
Der Name des Orts kann von der Burg des Chadolth abgeleitet werden (Chadoltstein). Die ersten Herren von Karlstein waren die Hofer von Lobenstein. Vor 1381 wurde der Besitz an die Leuchtenberg verpfändet, die 1393 die Burg umbauten. Hier stand ursprünglich die mittelalterliche Burg Karlstein, die von dem heutigen Schlossbau aus dem 16. und 19. Jahrhundert völlig überbaut wurde.
Im Jahr 1632 wurde Karlstein während des Dreißigjährigen Kriegs durch den schwedischen General Craz geplündert. Im Laufe der Zeit wechselte öfter der Besitzer des Schlosses Karlstein. Die adelige Hofmark war zuletzt im Besitz der Freiherrn von Schneid.
Die Gemeinde Karlstein entstand mit dem bayerischen Gemeindeedikt von 1818. Zur Gemeinde gehörten die Orte Karlstein, Asing, Birkenzant, Brunnhaus (Fuchsberg), Drackenstein (Trackenstein), Gfangen, Oberhof, Ruith, Schneitweg und Stadel, wobei die Gemeinde Schneitweg erst am 1. Januar 1946 zu Karlstein kam. Am 1. Januar 1978 wurde Karlstein nach Regenstauf eingemeindet.
Karlstein ist außerdem der Geburtsort des Widerstandskämpfers und Mitglieds der Gruppe um Stauffenberg Max Ulrich Graf von Drechsel.

## Baudenkmäler
In der Liste der Baudenkmäler sind für Karlstein das Schloss Karlstein, die Ruine Forstenberg, ein Schul- und ein Forsthaus sowie der Dorfbrunnen aufgeführt.